# Ralf Kühler
Ralf Kühler (* 5. September 1967 in Burscheid) ist ein deutscher Rundfunkmoderator. Er moderiert aktuell für den Teleshoppingsender Handystar, zuvor arbeitete er für Channel 21 und war bis zu dessen Einstellung 2010 auf dem Kochsender tv.gusto zu sehen. Er ist der jüngere Bruder von Mark Kühler, der ebenfalls als Fernsehmoderator tätig ist.
Seine Fernseh-Aktivität begann 1989 als Probekandidat für die ZDF-Fernsehshow Wetten, dass..? Gleichzeitig moderierte er für lokale Radiosender und auf Messen. Ab 1995 gehörte er zu den Moderatoren des Kindersenders Nickelodeon. Drei Jahre später wechselte er zum TV-Sender VOX und moderierte dort die Sendung Clever. Seit 2001 ist er Moderator von Channel 21, zwischen 2004 und 2010 moderierte er Kochsendungen bei BonGusto, u. a. Echt lecker!.
2011 erschien im Bastei-Lübbe-Verlag sein Buch Das ist nicht irgendeine Pfanne, liebe Zuschauer!: Die sagenhafte Welt des Teleshoppings.